# Canedo, Vale e Vila Maior
Canedo, Vale e Vila Maior (oficialmente: União das Freguesias de Canedo, Vale e Vila Maior), é uma freguesia portuguesa do município de Santa Maria da Feira, com 43,7 km² de área e 8882 habitantes (censo de 2021). A sua densidade populacional é 203,2 hab./km².
É uma das poucas freguesias portuguesas territorialmente descontínuas, situação decorrente da descontinuidade territorial que já se verificava na antiga freguesia de Vale e que não foi resolvida com a reorganização administrativa. O território da freguesia criada em 2013 divide-se em três partes de extensão muito diferente: um núcleo principal (concentrando cerca de 99% do território da freguesia), onde se situa a totalidade do território das antigas freguesias de Canedo e Vila Maior e a quase totalidade do da antiga freguesia de Vale, e dois exclaves de extensão semelhante, um a sudoeste (lugar de Arilhe), separado do resto da freguesia pelo núcleo principal da União das Freguesias de Lobão, Gião, Louredo e Guisande, e um a sul (lugar de Oliveira), separado do corpo principal da freguesia pela freguesia de Romariz, do mesmo município.

Antigas freguesias que deram origem à União das Freguesias de Canedo, Vale e Vila Maior (Santa Maria da Feira).

## História
Foi criada aquando da reorganização administrativa de 2012/2013, resultando da agregação das antigas freguesias de Canedo, Vale e Vila Maior:

## Demografia
A população registada nos censos foi:
| Distribuição da População por Grupos Etários | Distribuição da População por Grupos Etários | Distribuição da População por Grupos Etários | Distribuição da População por Grupos Etários | Distribuição da População por Grupos Etários | Distribuição da População por Grupos Etários |
| -------------------------------------------- | -------------------------------------------- | -------------------------------------------- | -------------------------------------------- | -------------------------------------------- | -------------------------------------------- |
| Antes da agregação                           |                                              |                                              |                                              |                                              |                                              |
| Ano                                          | 0-14 anos                                    | 15-24 anos                                   | 25-64 anos                                   | >= 65 anos                                   | Total                                        |
| 2001                                         | 1757                                         | 1536                                         | 4933                                         | 1132                                         | 9358                                         |
| 2011                                         | 1647                                         | 1106                                         | 5386                                         | 1319                                         | 9458                                         |
| Após a agregação                             |                                              |                                              |                                              |                                              |                                              |
| Ano                                          | 0-14 anos                                    | 15-24 anos                                   | 25-64 anos                                   | >= 65 anos                                   | Total                                        |
| 2021                                         | 1113                                         | 1061                                         | 4784                                         | 1924                                         | 8882                                         |